# Nekrolog 1990
Nekrolog
◄◄
| ◄
| 1986
| 1987
| 1988
| 1989
| 1990 | 1991 | 1992 | 1993 | 1994 | ► | ►►
1. Quartal |
2. Quartal |
3. Quartal |
4. Quartal 
Weitere Ereignisse | Allgemeiner Nekrolog 1990
Die Beschreibung der verstorbenen Person sollte so kurz wie möglich gehalten sein und nur deren signifikante Tätigkeit(en) enthalten.
Neue Namen ggf. auch unter dem Geburts- und Sterbedatum, also etwa unter 1. Januar und im Geburts- und Sterbejahr (2024) eintragen (nur bei entsprechender großer Wichtigkeit). Für Beispiele siehe die schon vorhandenen Artikel.
Außerdem über die fünf zuletzt Verstorbenen, zu denen es einen ausreichend guten Artikel für eine Präsentation auf der Hauptseite gibt, nach der todesbedingten Überarbeitung der Artikel ggf. auch unter Wikipedia Diskussion:Hauptseite informieren und sie am besten auch in den anderen Wikipedia-Sprachversionen eintragen. Tipp: Regelmäßig bei news.google.de nach „ist tot“, „gestorben“ oder „verstorben“ suchen.
Wenn eine Person gestorben ist, gibt es viele Seiten zu dieser Person in der Wikipedia, die davon auch betroffen sind und entsprechend aktualisiert werden müssen. Beispiele: Namenübersichtsseite, Geburtsjahr, Geburtsort-Seiten und viele mehr.
Wie finde ich die betroffenen Seiten?
Im Suchfeld auf der linken Seite gibt man den Suchbegriff so ein: „Vorname Nachname“. Dann klickt man auf Volltext und alle Seiten mit entsprechendem Suchtext werden aufgerufen. Hier sieht man dann schnell, wo auch das Todesjahr Sinn macht oder sogar ein Teil des Artikels angepasst werden muss. Auch hilft das „Werkzeug“ auf der linken Seite sehr gut, um solche Seiten aufzufinden: „Links auf diese Seite“. Somit ist die Wikipedia wieder aktuell in allen Bereichen! Hinweis: bei Eintragung der Kategorie „Gestorben JAHR“ wird der Missbrauchsfilter 49 ausgelöst, was jedoch nicht schlimm ist. Siehe: Spezial:Missbrauchsfilter/49
Dies ist eine Liste von im Jahr 1990 verstorbenen bekannten Persönlichkeiten. Die Einträge erfolgen innerhalb der einzelnen Daten alphabetisch sortiert. Tiere sind im Nekrolog für Tiere zu finden.
Die Liste ist nach Quartalen aufgeteilt:
- Nekrolog 1. Quartal 1990: Januar, Februar und März
- Nekrolog 2. Quartal 1990: April, Mai und Juni
- Nekrolog 3. Quartal 1990: Juli, August und September
- Nekrolog 4. Quartal 1990: Oktober, November und Dezember

## Datum unbekannt
| Mehdi Achawan Sales              | persischer Lyriker                                                                               |  |
| Jenny Addams                     | belgische Florettfechterin                                                                       |  |
| Albert Bachmann                  | Schweizer Turner                                                                                 |  |
| Ahmed Balafrej                   | marokkanischer Politiker und Premierminister von Marokko                                         |  |
| Gertrude Baniszewski             | US-amerikanische Mörderin                                                                        |  |
| Gitta Bauer                      | deutsche Trägerin der Auszeichnung „Gerechter unter den Völkern“ für das Retten einer Jüdin 1944 |  |
| Edgar Bayley                     | argentinischer Journalist, Redakteur und Schriftsteller                                          |  |
| Franz Becker                     | deutscher Kunstmaler                                                                             |  |
| Peter Beckmann                   | deutscher Kardiologe, Gerontologe und Kunstsachverständiger                                      |  |
| Bizunesh Bekele                  | äthiopische Sängerin                                                                             |  |
| Antonio Berti                    | italienischer Bildhauer                                                                          |  |
| Adolpho Justo Bezerra de Menezes | brasilianischer Diplomat                                                                         |  |
| Günter Bindan                    | deutscher Unternehmer und Wirtschaftspionier                                                     |  |
| Heinrich Bollinger               | deutscher Widerstandskämpfer, Philosoph und Hochschullehrer                                      |  |
| Hélène Boschi                    | Schweizer Pianistin                                                                              |  |
| Oscar Muñoz Bouffartique         | kubanischer Komponist, Songwriter, Geiger, Pianist und Bandleader                                |  |
| Wolfgang Büchel                  | deutscher Philosoph                                                                              |  |
| Wilhelm Buddenberg               | deutscher Fußballspieler                                                                         |  |
| Christian Buhmann                | deutscher Bildhauer und Restaurator                                                              |  |
| J. G. Burg                       | deutscher Journalist                                                                             |  |
| Herbert Burschik                 | deutscher Bildhauer in der DDR                                                                   |  |
| Walter Büttner                   | deutscher Puppenspieler                                                                          |  |
| Gabriele Catalano                | italienischer Romanist, Italianist und Komparatist                                               |  |
| Catharose de Petri               | niederländische Rosenkreuzerin                                                                   |  |
| Sara Pinto Coelho                | são-toméische Schriftstellerin                                                                   |  |
| Nicolás Conti                    | uruguayischer Fußballspieler                                                                     |  |
| Francis Coppieters               | belgischer Jazzpianist und Arrangeur                                                             |  |
| Waldemar Correa                  | uruguayischer Radsportler                                                                        |  |
| George Costakis                  | griechischer Kunstsammler                                                                        |  |
| Lowell Davidson                  | US-amerikanischer Jazzpianist                                                                    |  |
| Akram Deiri                      | syrischer Offizier und Diplomat                                                                  |  |
| Fritz Deutsch                    | deutscher Goldschmied                                                                            |  |
| Dhardo                           | buddhistischer Mönch und Reinkarnation des Abtes des Drepung-Klosters in Zentral-Tibet           |  |
| Rudolf Dittrich                  | deutscher Kammersänger                                                                           |  |
| Robert Donington                 | englischer Musikwissenschaftler und Gambist                                                      |  |
| Georg Duesterberg                | deutscher Jurist und Widerstandskämpfer                                                          |  |
| Richard Duschinsky               | österreichischer Bühnenautor                                                                     |  |
| Ebina Toshiaki                   | japanischer Mediziner                                                                            |  |
| Ted Easton                       | niederländischer Jazzmusiker                                                                     |  |
| Franz Escher                     | Schweizer Mediziner                                                                              |  |
| Simone Escoffier                 | französische Romanistin und Dialektologin                                                        |  |
| Richard Estes                    | US-amerikanischer Paläontologe                                                                   |  |
| Ruth Fabisch                     | deutsche Politikerin (LDPD), Abgeordnete der Volkskammer                                         |  |
| Siddiq Farhang                   | afghanischer Politiker und Diplomat                                                              |  |
| Rudolf Fechter                   | deutscher Diplomat                                                                               |  |
| Constantin Flitan                | rumänischer Politiker (PCR) und Diplomat                                                         |  |
| Karl Fitting                     | deutscher Jurist                                                                                 |  |
| Werner Francke                   | deutscher Politiker                                                                              |  |
| Anton Frank                      | deutscher Unternehmer                                                                            |  |
| Lajb Fuks                        | polnisch-niederländischer Judaist, jüdischer Gelehrter und Bibliothekar                          |  |
| Magda Gál                        | ungarische Tischtennisspielerin                                                                  |  |
| Ara Gallant                      | US-amerikanischer Fotograf                                                                       |  |
| Luis Felipe Gamio                | uruguayischer Politiker und Arzt                                                                 |  |
| Helmut Gassner                   | deutscher Filmarchitekt und Szenenbildner                                                        |  |
| Werner Gauss                     | deutscher Journalist und Autor                                                                   |  |
| Heinrich Geissler                | deutscher Kunsthistoriker                                                                        |  |
| Albert Gerber                    | Schweizer Zahnarzt                                                                               |  |
| Norman H. Gibbs                  | britischer Militärhistoriker                                                                     |  |
| Wilhelm Giese                    | deutscher Romanist und Hispanist                                                                 |  |
| Günter Gliemann                  | deutscher Chemiker                                                                               |  |
| Hugh Golder                      | britischer Geotechniker                                                                          |  |
| Arthur Goldberg                  | US-amerikanischer Politiker, Jurist und Diplomat                                                 |  |
| Paul Francis Grey                | britischer Botschafter                                                                           |  |
| Hans Hanebeck                    | deutscher Jurist                                                                                 |  |
| Geoffrey Wedgwood Harrison       | britischer Botschafter                                                                           |  |
| Kurt Häussermann                 | deutscher Unternehmer und Erfinder                                                               |  |
| Trude Heess                      | deutsche Schauspielerin                                                                          |  |
| David Helldén                    | schwedischer Architekt                                                                           |  |
| Anneli Hennen                    | deutsche Badmintonspielerin                                                                      |  |
| Gertrud Höchsmann                | österreichische Modeschöpferin                                                                   |  |
| Willy Hoffmann                   | deutscher Diplomat, Botschafter der DDR                                                          |  |
| Lenelies Höhle                   | deutsche Kammersängerin und Koloratursoubrette                                                   |  |
| Gotthard Hubrich                 | deutscher Generalmajor der Deutschen Volkspolizei                                                |  |
| Lola Humm-Sernau                 | deutsch-schweizerische Sekretärin von Lion Feuchtwanger                                          |  |
| Martin Huonker                   | deutscher Evangelist und Apostel der Kirche Christi mit der Elias-Botschaft                      |  |
| Harold Jeghers                   | US-amerikanischer Internist                                                                      |  |
| Gerhardus Petrus Jooste          | südafrikanischer Diplomat                                                                        |  |
| Else Jung                        | deutsche Schriftstellerin                                                                        |  |
| Jenő Kalmár                      | ungarischer Fußballspieler und -trainer                                                          |  |
| Oskar Kehr-Steiner               | deutscher Maler                                                                                  |  |
| Walter Kellermann                | deutscher Illustrator, Comiczeichner und -autor                                                  |  |
| Joan Kerouac                     | US-amerikanische Autorin und die zweite Ehefrau von Jack Kerouac                                 |  |
| Kurt R. Keydel                   | deutsch-amerikanischer Geschäftsmann und Verleger                                                |  |
| Pierre Kirby                     | britischer Martial-Arts-Künstler und Schauspieler                                                |  |
| Stanisław Kłodziński             | polnischer Pneumologe, Widerstandskämpfer und Häftlingsarzt im KZ Auschwitz                      |  |
| Ralph Knebel                     | deutscher Schriftsteller                                                                         |  |
| Editha Koffer-Ullrich            | österreichische Geigerin und Musiktherapeutin                                                    |  |
| Hans Kohl                        | deutscher Maler und Grafiker                                                                     |  |
| Irene Kohl                       | deutsche Schauspielerin                                                                          |  |
| Porfiri Nikititsch Krylow        | russischer Zeichner und Karikaturist                                                             |  |
| Friedrich Kübler                 | deutscher Politiker                                                                              |  |
| Marta Kuhn-Weber                 | deutsche Künstlerin                                                                              |  |
| Oskar Kuhn                       | deutscher Paläontologe                                                                           |  |
| Nina Kulagina                    | russische Frau mit angeblich psychokinetischen Fähigkeiten                                       |  |
| Günther Kummetz                  | deutscher Feld- und Eishockeyspieler                                                             |  |
| Gottfried Kurth                  | deutscher Anthropologe und Hochschullehrer                                                       |  |
| Kurt Lange                       | deutscher Bankier und Vizepräsident der Deutschen Reichsbank                                     |  |
| Peter Läuger                     | deutscher Biophysiker                                                                            |  |
| Helene Lauterböck                | österreichische Schauspielerin                                                                   |  |
| Helene Legradi                   | österreichische kommunistische Widerstandskämpferin und Juristin                                 |  |
| Ernst Lehmann                    | österreichischer Historiker                                                                      |  |
| Manfred Lurker                   | deutscher Realschullehrer, Privatgelehrter und Symbolforscher                                    |  |
| Kurt Maenicke                    | deutscher Bauingenieur und Architekt                                                             |  |
| Ludwig Marmulla                  | deutscher Politiker und Widerstandskämpfer                                                       |  |
| Tsietsi Mashinini                | südafrikanischer Schülerführer                                                                   |  |
| Irmgard Mastaglio-Behrendt       | deutsche Malerin                                                                                 |  |
| Tony Masters                     | britischer Filmarchitekt                                                                         |  |
| Ian Alexander McDonald           | australischer Gynäkologe und Geburtshelfer                                                       |  |
| Dietrich Mende                   | deutscher Journalist, Publizist und Ministerialbeamter                                           |  |
| Ilse Meudtner                    | deutsche Wassersportlerin, Tänzerin, Choreografin und Journalistin                               |  |
| Ján Michalko                     | slowakischer evangelischer Theologe, Generalbischof und Hochschullehrer                          |  |
| Rudolf Michl                     | deutscher Pianist und Dirigent                                                                   |  |
| Berthold Mikat                   | deutscher Epidemiologe                                                                           |  |
| Teodoro Minisci                  | italienischer Ordenspriester, Abt von Santa Maria di Grottaferrata                               |  |
| Assadollah Mobasheri             | persischer Jurist, Politiker, Journalist, Dichter und Übersetzer                                 |  |
| Nasreen Mohamedi                 | indische Künstlerin                                                                              |  |
| Janet Morgan                     | englische Squash- und Tennisspielerin                                                            |  |
| Wilhelm Müller                   | deutscher Sozialist, Widerstandskämpfer gegen den Nationalsozialismus                            |  |
| Ignatius Musazi                  | ugandischer Politiker                                                                            |  |
| Ḥasan Muṭlak                     | irakischer Schriftsteller                                                                        |  |
| Jupp Neuville                    | deutscher Fußballspieler und -trainer                                                            |  |
| Jack Noren                       | US-amerikanischer Jazz-Schlagzeuger schwedischer Herkunft                                        |  |
| Hilarión Osorio                  | paraguayischer Fußballspieler                                                                    |  |
| Horst Papke                      | deutscher Schauspieler                                                                           |  |
| Pablo Pasache                    | peruanischer Fußballspieler                                                                      |  |
| Karsten Peters                   | deutscher Filmkritiker, Autor, Chefredakteur, Schauspieler                                       |  |
| Rached Pharaon                   | saudi-arabischer Politiker und Diplomat                                                          |  |
| John Arthur Pilcher              | britischer Botschafter                                                                           |  |
| Enzo Provenzale                  | italienischer Filmschaffender und -regisseur                                                     |  |
| Helmut Radochla                  | deutscher Turner                                                                                 |  |
| Albert J. Rasker                 | niederländischer evangelisch-reformierter Theologe                                               |  |
| Klothilde Rauch                  | österreichische Bildhauerin und Restauratorin                                                    |  |
| Jean Ravel                       | französischer Filmeditor                                                                         |  |
| Walter Rieger                    | Schweizer Architekt                                                                              |  |
| Roland Risse                     | deutscher Verwaltungsjurist und Ministerialbeamter                                               |  |
| Hugo Rönck                       | deutscher Pfarrer                                                                                |  |
| Roberto Barthel Rosa             | brasilianischer Diplomat                                                                         |  |
| Joachim Heinrich Rothsprach      | deutscher Verwaltungsbeamter                                                                     |  |
| Ernst Sander                     | deutscher Gestapomitarbeiter                                                                     |  |
| Mário Santos                     | brasilianischer Diplomat                                                                         |  |
| Werner Scharch                   | deutscher Sportfunktionär und Buchautor                                                          |  |
| Addi Schaurer                    | deutscher Künstler                                                                               |  |
| Hans Schellinger                 | deutscher Maler                                                                                  |  |
| Friedrich Schiller               | deutscher Jurist und Ministerialbeamter                                                          |  |
| Werner Schmidt                   | deutscher Verwaltungsjurist                                                                      |  |
| Käthe Seidel                     | deutsche Lehrerin und Hydrobotanikerin                                                           |  |
| Shigeo Shingō                    | japanischer Entwicklungsingenieur bei Toyota                                                     |  |
| Sidney Smith                     | englischer Billard- und Snookerspieler                                                           |  |
| Emma Susana Speratti-Piñero      | argentinische Romanistin und Hispanistin                                                         |  |
| Alice Spies-Neufert              | deutsche Malerin und Jugendbuchautorin                                                           |  |
| Rudolf Spitz                     | austrobritischer Schriftsteller                                                                  |  |
| Marguerite Steiger               | Schweizer Unternehmerin                                                                          |  |
| Hans Steininger                  | deutscher Sinologe                                                                               |  |
| Edward C. Stephan                | US-amerikanischer Militär, Konteradmiral der United States Navy                                  |  |
| Sam Taylor                       | US-amerikanischer Jazz- und Blues-Saxophonist und Klarinettist                                   |  |
| Avraham Tehomi                   | russischer Emigrant, zionistischer Untergrundkämpfer, Gründer des Irgun Tzwa’i Le’umi            |  |
| Ester Tencer                     | österreichische Widerstandskämpferin gegen den Nationalsozialismus und Überlebende des Holocaust |  |
| Vincent Teresa                   | US-amerikanischer Mobster und Pentito                                                            |  |
| Pietro Tordi                     | italienischer Schauspieler                                                                       |  |
| Ramón Torrado                    | spanischer Filmregisseur und Drehbuchautor                                                       |  |
| Jacob Tsur                       | israelischer Diplomat und Zionist                                                                |  |
| Nedra Tyre                       | US-amerikanische Bibliothekarin und Schriftstellerin                                             |  |
| Theodorus Verhoeven              | niederländischer Missionar und Paläontologe                                                      |  |
| Karl Vettermann                  | österreichischer Segler und Autor                                                                |  |
| Werner Vreden                    | deutscher Bauingenieur                                                                           |  |
| Helmut von Werz                  | deutscher Architekt                                                                              |  |
| Esther Fahmy Wissa               | ägyptische Frauenrechtlerin                                                                      |  |
| Enrique Yáñez                    | mexikanischer Architekt                                                                          |  |
| Carlos Zapata Vela               | mexikanischer Botschafter                                                                        |  |